# Hans Drege

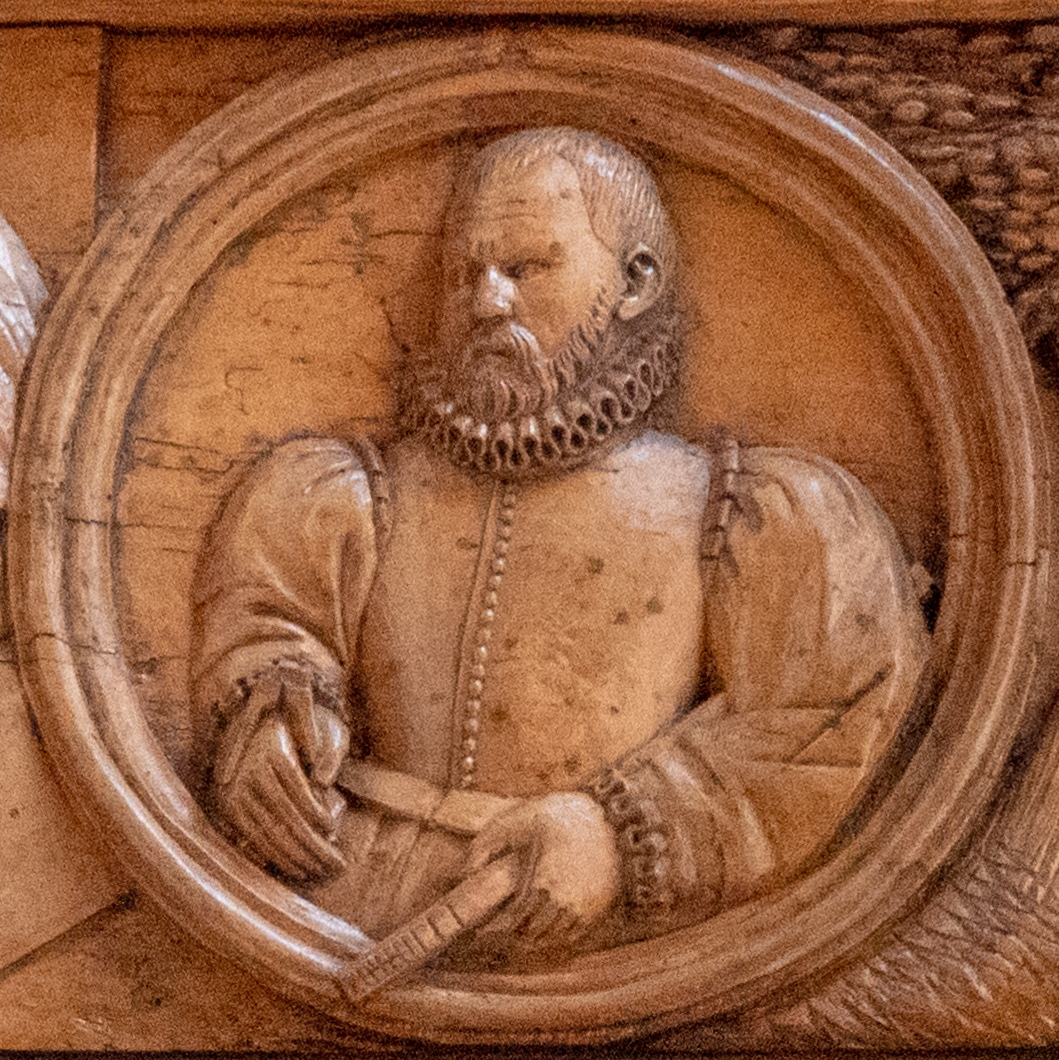
Vermutliches Selbstporträt Dreges mit Zirkel und Maßstab im Fredenhagenzimmer (Haus der Kaufmannschaft zu Lübeck).

Hans Drege, auch Trege (bl. 1572-1585 in Lübeck) war ein deutscher Bildschnitzer der Renaissance.
Hans Drege war Freimeister in Lübeck. Sein Werdegang und die Lebensdaten sind unbekannt. Bedeutung für die Kunstgeschichte erlangte er durch sein Hauptwerk, welches zugleich das einzig überlieferte Werk von ihm ist. Es ist die in den Jahren 1572 bis 1585 entstandene Täfelung und Kassettendecke für die Dornse des Lübecker Kaufmanns Klaus von Berken aus dem Bürgerhaus Schüsselbuden 16/Ecke Fischstraße, welches dem Luftangriff auf Lübeck im Zweiten Weltkrieg zum Opfer fiel. Dieses Haus ging 1692 an den Lübecker Fernhandelskaufmann und Spanienfahrer Thomas Fredenhagen über und diente diesem großen Lübecker Mäzen bis 1709 ebenfalls als Bürgerhaus. Die Saaltäfelung wurde bereits 1840 als „Fredenhagenzimmer“ in das damals neu erbaute Haus der Kaufmannschaft in der Breiten Straße 6–8 übernommen. Kassettendecke und Täfelung wurden von dem Bildschnitzer Drege als reich verziertes Schnitzwerk mit über 1000 Figuren und Porträts (darunter sein Selbstporträt), Intarsien und eingelegten Alabaster-Reliefs, die einer Werkstatt in Mechelen zugeschrieben werden, hergestellt und mit den Initialen signiert. Die Arbeit Dreges zählt zu den Hauptwerken der Renaissance in Lübeck neben den Arbeiten der Bildschnitzer und Amtsmeister Tönnies Evers der Ältere und seines Sohnes Tönnies Evers der Jüngere.
Die Benennung als Fredenhagenzimmer ist also etwas irreführend.